# Faith (Lied)
Faith ist ein Lied von George Michael aus dem Jahr 1987, das von ihm geschrieben und produziert wurde. Es erschien auf dem gleichnamigen Album.

## Geschichte
Nachdem sich Wham! 1986 auflösten, arbeitete George Michael an seinem Debütalbum. Dabei gehörte Faith zu den ersten Songs, die er für das Album schrieb.
Die Veröffentlichung fand am 12. Oktober 1987 statt, in den Ländern Vereinigte Staaten, Kanada, Australien, Neuseeland, Niederlande, Belgien und Italien wurde der Pop-Rock-Klassiker ein Nummer-eins-Hit.

## Musikvideo
Zu Beginn des Musikvideos spielt eine Jukebox das Lied I Want Your Sex, bis sie zu Faith wechselt. Ab da spielt George Michael mit einer Gitarre das Lied, dabei trägt er eine Sonnenbrille, einen Dreitagebart, eine Lederjacke, eine Jeans von Levi Strauss & Co. und Cowboy-Schuhe.

## Kommerzieller Erfolg

### Chartplatzierungen
| ChartsChartplatzierungen       | Höchstplatzierung | Wochen |
| ------------------------------ | ----------------- | ------ |
| Deutschland (GfK)              | 5 (14 Wo.)        | 14     |
| Österreich (Ö3)                | 4 (14 Wo.)        | 14     |
| Schweiz (IFPI)                 | 4 (13 Wo.)        | 13     |
| Vereinigte Staaten (Billboard) | 1 (21 Wo.)        | 21     |
| Vereinigtes Königreich (OCC)   | 2 (13 Wo.)        | 13     |

| ChartsJahrescharts (1988)      | Platzierung |
| ------------------------------ | ----------- |
| Österreich (Ö3)                | 29          |
| Vereinigte Staaten (Billboard) | 1           |

### Auszeichnungen für Musikverkäufe
| Land/Region                  | Auszeichnungen für Musikverkäufe (Land/Region, Auszeichnung, Verkäufe) | Verkäufe  |
| ---------------------------- | ---------------------------------------------------------------------- | --------- |
| Australien (ARIA)            | 2× Platin                                                              | 140.000   |
| Dänemark (IFPI)              | Gold                                                                   | 45.000    |
| Italien (FIMI)               | Gold                                                                   | 50.000    |
| Kanada (MC)                  | Gold                                                                   | 50.000    |
| Neuseeland (RMNZ)            | 3× Platin                                                              | 90.000    |
| Niederlande (NVPI)           | Platin                                                                 | 100.000   |
| Spanien (Promusicae)         | Platin                                                                 | 60.000    |
| Vereinigte Staaten (RIAA)    | Gold                                                                   | 500.000   |
| Vereinigtes Königreich (BPI) | 2× Platin                                                              | 1.200.000 |
| Insgesamt                    | 4× Gold · 9× Platin ·                                                  | 2.235.000 |

Hauptartikel: George Michael/Auszeichnungen für Musikverkäufe

## Coverversionen
- 1995: Chixdiggit
- 1997: Limp Bizkit
- 2002: Tony Curtis
- 2005: The Boy Least Likely To
- 2008: Estelle Swaray (No Substitute Love)
- 2010: Christian Durstewitz